# Compsistis bifaciella
Compsistis bifaciella är en fjärilsart som beskrevs av Walker 1864. Compsistis bifaciella ingår i släktet Compsistis och familjen praktmalar, Oecophoridae. Inga underarter finns listade i Catalogue of Life.